# Indigo (färgämne)
Denna artikel handlar om färgämnet indigo. För kulören se Indigo (färg).

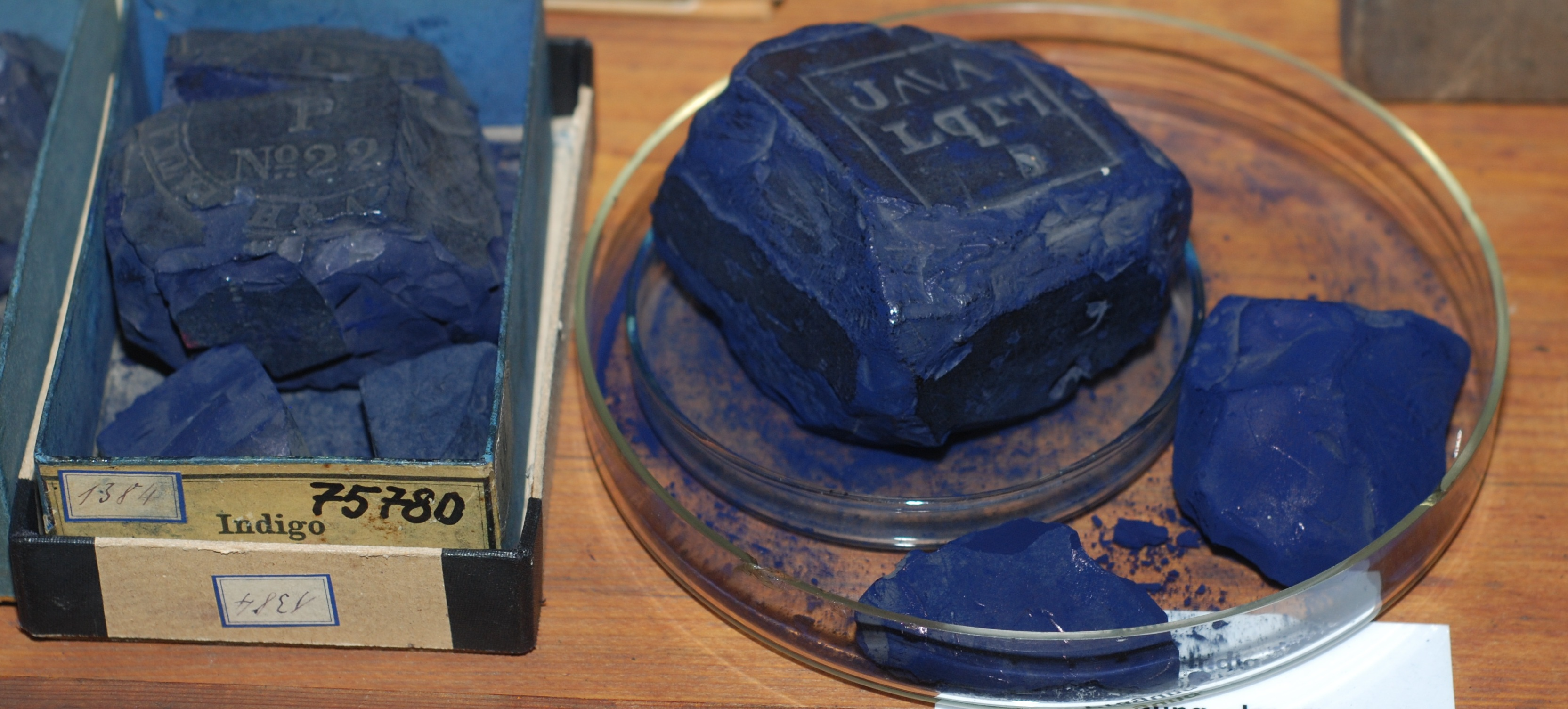
Indigofärgämne

Indigo
2,2’-bis(2,3-dihydro-3-oxoindolyliden)

Indigo, indigotin (Indicum) är ett sedan länge känt och använt djupblått färgämne. Det har under lång tid framställts naturligt ur olika växter. Sedan slutet på 1800-talet framställs indigo på syntetisk väg.
Kemiskt hör ämnet till gruppen indoliner och består av två indolinoner sammankopplade med en kol-kol-dubbelbindning vid position 2.

## Indigo-växter
Indigo kan naturligt erhållas ur en mängd sinsemellan ganska olikartade växter, såsom vejde (Isatis tinctoria), Polygonum tinctorium, men framför allt av arter av indigosläktet (indigofera), i synnerhet arterna Indigo tinctoria, Indigo leptostycha med flera (jämför med Baptisia tinctoria).
Dessa indigofera arter är halvbuskar eller örter med trädartad stam, vars höjd är 1–1,5 m. De är ursprungligen inhemska i Indien, men odlas i många tropiska områden, i synnerhet Indien, Kina, Java, arabiska halvön, Egypten, västra Afrika, Västindien och norra delen av Sydamerika.
Det är huvudsakligen i bladen som färgämnet finns, dock ej färdigbildat under växtens liv, utan i form av ett i sig färglöst, kristalliserande ämne, indikan, som vid inverkan av ett i bladen förekommande enzym sönderdelas i socker (glukos) och indoxyl, vilket ämne i svagt alkalisk lösning lätt oxideras till indigoblått.

## Naturligt framställd indigo
Den naturliga indigon har i Colour Index beteckningen Natural Blue 1 (C.I. 75780).

### Tillverkning
Framställningen av färgämnet ur råmaterialet tillgår, alltefter det senares beskaffenhet, på olika sätt vid olika produktionsorter. Följande beskrivning gäller tillverkningen kring år 1900 i Bengalen, som då var det viktigaste tillverkningsområdet:
De på morgonen skördade och till buntar förenade bladen förs samma dag till fabrik och nedläggs på kvällen i stora murade kar, som är anordnade i två rader (om 15-20 kar i varje), av vilka den ena ligger omkring en meter högre än den andra. I de övre karen inläggs växtbuntarna, omkring 100 stycken i varje kar, tätt ordnade invid varandra, och belastas med tyngder, så att de pressas hårt tillsammans. Vid nattens inbrott påsläpps flodvatten i karen, tills växtbuntarna ligger helt och hållet under vatten.
Följande dag, sedan jäsningen fått fortgå i 9-14 timmar, alltefter temperaturen, avtappas vätskan, som då bör ha en halmgul eller guldgul färg, från de övre karen till de nedre. I dessa kar sätts vätskan i häftig rörelse (vanligen genom ett hjul med träskovlar) under 2-3 timmar, varvid densamma genom inverkan av luftens syre småningom antar en blekgrön färg. Den innehåller då indigo uppslammad i form av små flockor, vilka, då vätskan sedermera lämnas i ro, småningom sjunker till bottnen. Den ovanstående klara vätskan avtappas, och bottensatsen, som har konsistensen av en tunn välling, pumpas upp i kärl, i vilka man kokar den för att förhindra fortsatt enzymverkan, som skulle förstöra färgämnet. Den kokade massan silas genom stora dukar, på vilka indigon kvarstannar i form av en mörkblå, nästan svart deg, från vilken större delen av vattnet avlägsnas genom pressning.
Den pressade indigon torkas därefter under 3-5 dagar långsamt och försiktigt i skuggan; hastig torkning (i solen eller på annat sätt) åstadkommer nämligen avgjord försämring av varan. Ungefär 20–30 kg indigo erhålls i allmänhet från vart kar för varje gång. 

### Indigosorter på marknaden kring 1900
De bästa sorterna indigo anses komma från Bengalen, Guatemala, Venezuela och Egypten. God indigo förekommer i handeln i form av större (prismatiska) eller mindre (oregelbundna) stycken av mörkt violettblå färg, utan lukt eller smak. Brottytan är av jordigt utseende, finkornig, jämn och av matt färg, som vid gnidning (till exempel med nageln eller annat hårt föremål) antar en gulröd eller kopparröd metallglans. God vara är dessutom torr, häftande vid tungan, lucker och lätt, så att den flyter på vatten. Om färgen drar i rött, så antyder detta en större halt av så kallade extraktivämnen (indigorött och indigobrunt), som dock i vissa fall kan vara av nytta vid färgning; går åter färgen i ljusblått med dragning mot grått eller grönt, så är varan i allmänhet mycket dålig och förorenad av oorganiska ämnen.

### Den naturliga indigons beståndsdelar
Den förnämsta och viktigaste beståndsdelen i indigo är det blåa färgämnet, indigoblått, som däri finns i ganska växlande mängd alltefter varans större eller mindre godhet. Dessutom finns i indigo ett limartat ämne (indigolim), ett brunt ämne, som har svagt sura egenskaper (indigobrunt), ett rött färgämne (indigorött) och i vissa sorter även en i gula nålar sublimerande kropp (indigogult), med mera. För övrigt innehåller indigo alltid även mineraliska beståndsdelar, som järn, kalk och så vidare. Mängden av dessa bör hos god indigo ej utgöra mer än högst 7-9%, men stiger ofta till betydligt mera, eftersom förfalskningar genom tillblandning av krita, kalk, lera och så vidare är ganska vanliga, då indigons pris i handeln är högt. Även stärkelse, gummi, berlinerblått med mera, har använts till förfalskning av indigo. Dylika förfalskningar kan mer eller mindre lätt upptäckas; för att med säkerhet finna värdet av en indigosort är det dock i allmänhet nödvändigt att på kemisk väg bestämma dess halt av indigoblått.

## Syntetisk framställning
Numera tillverkas indigo i stor mängd på rent konstgjord väg. Den första helt syntetiska framställningen av indigo gjordes 1878, varefter allt effektivare metoder gav tillgång till färgämnet, liksom pigment, i större mängd och till lägre pris än tidigare.
Den syntetiska indigon har Colour Index-namnen Vat Blue 1 (färgämne) och Pigment Blue 66 (pigment) samt nummer 73000.

## Användning

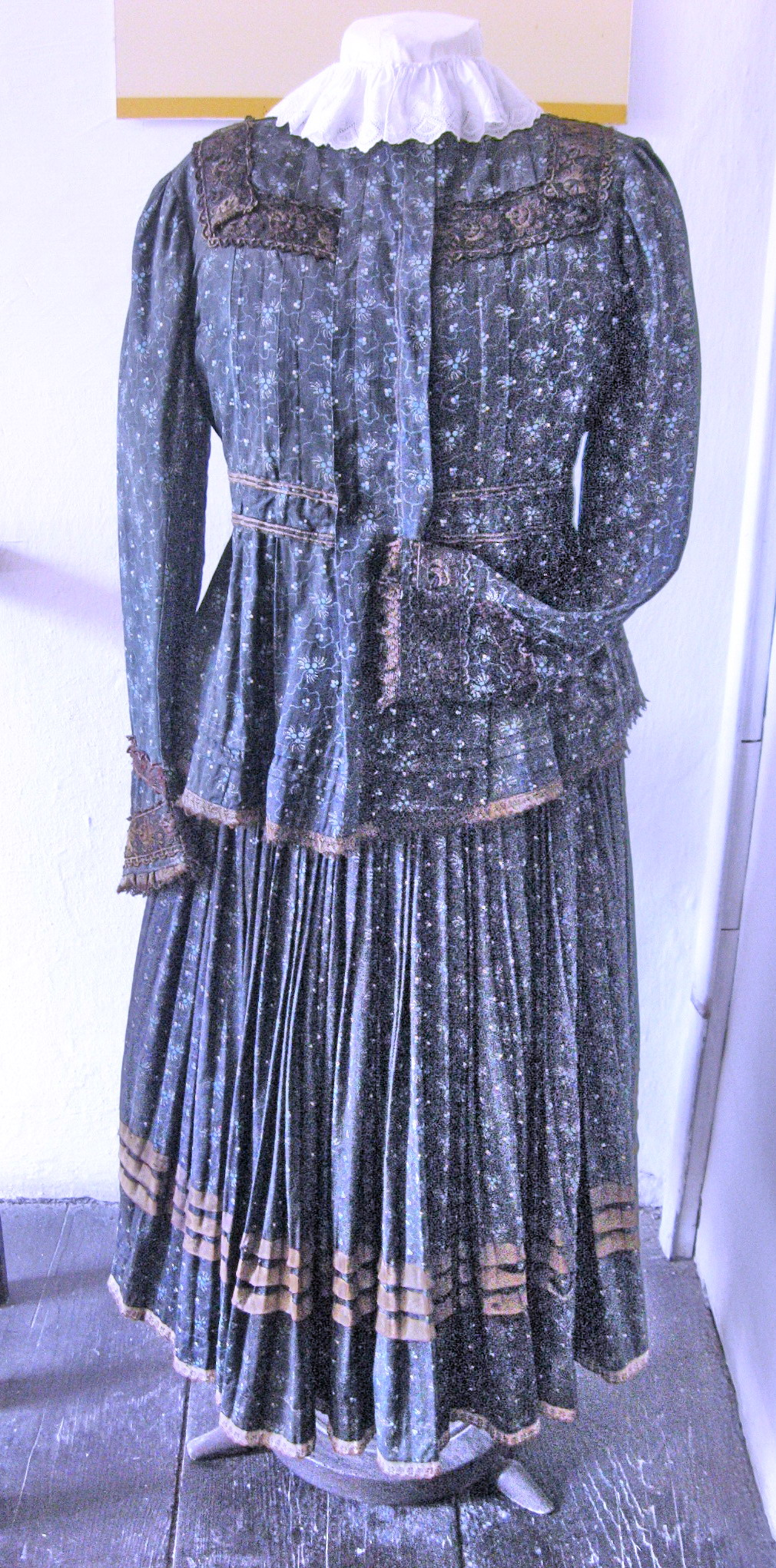
Klänning av indigotryckt tyg.Museet för indigofärgning, Pápa, Ungern

Indigos ojämförligen förnämsta användning är naturligtvis till färgning, framför allt av ylle, men även av silke och bomull. Jeans färgades ursprungligen med indigo. Som indigo (eller rättare indigoblått) är olöslig i vanliga lösningsmedel, måste densamma, för att kunna användas som färgämne, antingen genom behandling med mycket koncentrerad svavelsyra överföras till löslig indigosvavelsyra eller också genom inverkan av reducerande ämnen förvandlas till ofärgat, lösligt indigovitt, i vilket godset färgas, varefter genom inverkan av luftens syre det blåa färgämnet återbildas på själva färggodsets fibrer.
Då indigo används i livsmedelssammanhang betecknas det med E-nummer E132. Denna användning är möjlig eftersom färgämnet har en mycket låg oral giftighet för däggdjur med ett LD50-värde på 5000 mg/kg.